# 沃达卡纳韦塞
沃达卡纳韦塞（義大利語：Vauda Canavese），是意大利都灵省的一个市镇。总面积7平方公里，人口1491人，人口密度213.0人/平方公里（2009年）。ISTAT代码为001290。